# Campionati tedeschi di sci alpino 2005
I Campionati tedeschi di sci alpino 2005 si sono svolti ad Altenmarkt-Zauchensee (in Austria) e a Berchtesgaden dal 16 al 22 marzo. Il programma ha incluso gare di discesa libera, slalom gigante e slalom speciale, tutte sia maschili sia femminili.
Trattandosi di competizioni valide anche ai fini del punteggio FIS, vi hanno partecipato anche sciatori di altre federazioni, senza che questo consentisse loro di concorrere al titolo nazionale tedesco.

## Risultati

### Uomini

#### Discesa libera
| Pos. | Atleta                 | Nazione  | Tempo   |
| ---- | ---------------------- | -------- | ------- |
| 1    | Georg Streitberger     | Austria  | 1:27,12 |
| 2    | Peter Strodl           | Germania | 1:27,36 |
| 3    | Max Rauffer            | Germania | 1:27,37 |
| 4    | Florian Eckert         | Germania | 1:27,45 |
| 5    | Matthias Lanzinger     | Austria  | 1:27,59 |
| 6    | Manfred Berchtold      | Austria  | 1:27,62 |
| 7    | Christoph Alster       | Austria  | 1:27,63 |
| 8    | Christian Flaschberger | Austria  | 1:27,71 |
| 9    | Thomas Franz           | Austria  | 1:28,06 |
| 10   | Tobias Stechert        | Germania | 1:28,62 |

Data: 16 marzo

Località: Altenmarkt-Zauchensee

#### Slalom gigante
| Pos. | Atleta               | Nazione   | Tempo   |
| ---- | -------------------- | --------- | ------- |
| 1    | Hannes Reiter        | Austria   | 2:16,58 |
| 2    | Felix Neureuther     | Germania  | 2:16,63 |
| 3    | Matthias Lanzinger   | Austria   | 2:16,78 |
| 4    | Christoph Alster     | Austria   | 2:17,09 |
| 5    | Florian Eckert       | Germania  | 2:17,12 |
| 6    | Martin Kroisleitner  | Austria   | 2:17,28 |
| 7    | Christoph Kornberger | Austria   | 2:17,40 |
| 8    | Martin Marinac       | Austria   | 2:17,42 |
| 9    | Ondřej Bank          | Rep. Ceca | 2:17,52 |
| 10   | Peter Strodl         | Germania  | 2:17,54 |

Data: 22 marzo

Località: Berchtesgaden

#### Slalom speciale
| Pos. | Atleta              | Nazione     | Tempo   |
| ---- | ------------------- | ----------- | ------- |
| 1    | Alexander Koll      | Austria     | 1:40,55 |
| 2    | Hannes Reiter       | Austria     | 1:41,25 |
| 3    | Philipp Schörghofer | Austria     | 1:41,50 |
| 4    | Jouni Kaitala       | Finlandia   | 1:41,63 |
| 5    | Marcel Lorenzin     | Austria     | 1:41,68 |
| 6    | Rogier Oosterbaan   | Paesi Bassi | 1:41,70 |
| 7    | Stefan Kogler       | Germania    | 1:42,04 |
| 8    | Petri Härkönen      | Finlandia   | 1:42,40 |
| 9    | Noel Baxter         | Regno Unito | 1:42,52 |
| 10   | Felix Neureuther    | Germania    | 1:44,02 |
|      |                     |             |         |
| 15   | Philipp Meysel      | Germania    | 1:45,45 |

Data: 21 marzo

Località: Berchtesgaden

### Donne

#### Discesa libera
| Pos. | Atleta          | Nazione     | Tempo   |
| ---- | --------------- | ----------- | ------- |
| 1    | Hilde Gerg      | Germania    | 1:31,15 |
| 2    | Petra Haltmayr  | Germania    | 1:31,34 |
| 3    | Martina Lechner | Austria     | 1:32,24 |
| 4    | Fanny Chmelar   | Germania    | 1:32,49 |
| 5    | Monika Bergmann | Germania    | 1:32,66 |
| 6    | Kirsten Clark   | Stati Uniti | 1:32,68 |
| 7    | Andrea Felber   | Austria     | 1:33,14 |
| 8    | Katrin Faschian | Germania    | 1:33,26 |
| 9    | Monika Springl  | Germania    | 1:33,42 |
| 10   | Ellen Hild      | Germania    | 1:33,49 |

Data: 16 marzo

Località: Altenmarkt-Zauchensee

#### Slalom gigante
| Pos. | Atleta          | Nazione  | Tempo   |
| ---- | --------------- | -------- | ------- |
| 1    | Martina Ertl    | Germania | 2:35,32 |
| 2    | Silke Bachmann  | Italia   | 2:36,29 |
| 3    | Anja Blieninger | Germania | 2:36,66 |
| 4    | Noriyo Hiroi    | Giappone | 2:36,74 |
| 5    | Anna Fenninger  | Austria  | 2:36,77 |
| 6    | Kathrin Hölzl   | Germania | 2:36,92 |
| 7    | Hiromi Yumoto   | Giappone | 2:36,95 |
| 8    | Sandra Gini     | Svizzera | 2:36,97 |
| 9    | Rabea Grand     | Svizzera | 2:37,06 |
| 10   | Kathrin Wilhelm | Austria  | 2:37,16 |

Data: 21 marzo

Località: Berchtesgaden

#### Slalom speciale
| Pos. | Atleta          | Nazione       | Tempo   |
| ---- | --------------- | ------------- | ------- |
| 1    | Noriyo Hiroi    | Giappone      | 1:42,80 |
| 2    | Monika Bergmann | Germania      | 1:43,55 |
| 3    | Silke Bachmann  | Italia        | 1:43,82 |
| 4    | Marlies Oester  | Svizzera      | 1:44,31 |
| 5    | Annemarie Gerg  | Germania      | 1:44,36 |
| 6    | Matea Ferk      | Croazia       | 1:44,77 |
| 7    | Mizue Hoshi     | Giappone      | 1:45,13 |
| 8    | Johanna Schnarf | Italia        | 1:45,18 |
| 9    | Sabrina Beer    | Germania      | 1:45,19 |
| 10   | Marina Nigg     | Liechtenstein | 1:45,21 |

Data: 22 marzo

Località: Berchtesgaden